# Topolița, Burgas
Topolița (în bulgară Тополица) este un sat în Obștina Aitos, Regiunea Burgas, Bulgaria.

## Demografie
Componența etnică a satului Topolița
     Turci (66,39%)
     Bulgari (29,82%)
     Nicio identificare (2,55%)
     Altele (1,73%)
La recensământul din 2011, populația satului Topolița era de 979 locuitori. Din punct de vedere etnic, majoritatea locuitorilor (66,39%) erau turci, cu o minoritate de bulgari (29,82%). Pentru 2,55% din locuitori nu este cunoscută apartenența etnică.